# HD 191984
HD 191984 är en dubbelstjärna belägen i den mellersta delen av stjärnbilden Örnen. Den har en kombinerad skenbar magnitud av ca 6,25 och är mycket svagt synlig för blotta ögat där ljusföroreningar ej förekommer. Baserat på parallaxmätning inom Hipparcosuppdraget på ca 5,5 mas, beräknas den befinna sig på ett avstånd på ca 600 ljusår (ca 180 parsek) från solen. Den rör sig närmare solen med en heliocentrisk radialhastighet på ca -19 km/s.

## Egenskaper
Primärstjärnan HD 191984 A är en blå till vit stjärna i huvudserien av spektralklass B9p CR(EU SR). Den har en radie som är ca 3,9 solradier och har ca 82 gånger solens utstrålning av energi från dess fotosfär vid en effektiv temperatur av ca 8 500 K.
Stjärnorna i HD 191984 bildar en dubbelstjärna där komponenterna år 2011 hade en vinkelseparation av 2,52 bågsekunder vid en positionsvinkel av 205,7°. Följeslagaren är en stjärna av spektralklass A0 V.